# Xenoclystia delectans
Xenoclystia delectans är en fjärilsart som beskrevs av W. Warren 1906. Xenoclystia delectans ingår i släktet Xenoclystia och familjen mätare. Inga underarter finns listade i Catalogue of Life.